# Márga (település)
Márga (Marga), település Romániában, a Bánságban, Krassó-Szörény megyében.

## Fekvése
Karánsebestől északkeletre, a Bisztra bal partja közelében fekvő település.

## Története
Márga és környéke már az ókorban is lakott hely volt. A római korban itt a Pons Augusti nevű település állt.
Mai neve 1470-ben tűnt fel először Marga nevű nemes nevében. 1808-ban Marga, 1888-ban és 1913-ban Márga néven írták.
1910-ben 1874 lakosából 1852 román volt. Ebből 1852 görögkeleti ortodox, 15 római katolikus volt.
A trianoni békeszerződés előtt Krassó-Szörény vármegye Karánsebesi járásához tartozott.

## Nevezetességek
- Szent Illés prófétának szentelt temploma 1830-ban épült. A romániai műemlékek jegyzékében a CS-II-m-B-11126 sorszámon szerepel.[1]